# Hill Dickinson Stadium
Hill Dickinson Stadium is een voetbalstadion in de Engelse kustplaats Liverpool. Het stadion is met ingang van het voetbalseizoen 2025/26 de thuisbasis van betaaldvoetbalclub Everton FC en biedt plaats aan 52.888 toeschouwers.

## Geschiedenis

### Voorganger
Everton speelde sinds 1892 haar thuiswedstrijden op Goodison Park, wat anno juni 2023 nog plaats bood aan 39.414 toeschouwers. Goodison Park bevindt zich op steenworp afstand van het stadion van (aarts)rivaal Liverpool, Anfield Road.

### Ontwikkeling
In 1996 werd door de toenmalige voorzitter Peter Johnson voor het eerst gepraat over een nieuw stadion voor The Blues, maar het duurde nog tot 2017 voordat er aan een concreet, vergevorderd plan werd gewerkt. In november van dat jaar kwam de club een 200-jarige huurovereenkomst overeen voor een stuk grond van Bramley-Moore Dock. Begin 2018 werden de plannen gepresenteerd voor een stadion met 52.888 zitplaatsen, die in de toekomst kan worden uitgebreid tot 62.000. Gelijkend aan het in 2019 geopende Tottenham Hotspur Stadium, geïnspireerd door het Westfalenstadion, heeft het stadion een 'wand' van 13.000 zit-/staplaatsen gekregen voor de meest fanatieke aanhang. Het is ontworpen met een ruime keuze aan sociale ruimtes, van kroegen, bars en restaurants in high-street-stijl tot persoonlijke en verfijnde eetervaringen.

### Bouw
Op 10 augustus 2021 werd er door bouwbedrijf Laing O'Rourke begonnen met de bouw van het Everton Stadium. In februari 2024 werd het stadion constructief goedgekeurd en kon er aan de afbouw begonnen worden. In december 2024 werd het stadion officieel overgedragen door de aannemer.

### Opening
Begin 2025 organiseerde Everton drie test evenementen om het stadion en haar faciliteiten te testen. Op 17 februari 2025 werd er zodoende een wedstrijd gespeeld tussen het Onder 18-elftal van Everton en van Wigan Athletic. Harrison Rimmer, speler van Wigan Athletic, was de eerste speler die wist te scoren in het stadion. Later werden er nog twee evenementen georganiseerd.

### Naamgeving
In mei 2025 werd bekend dat het in Liverpool gevestigde advocatenkantoor Hill Dickinson haar naam had verbonden aan het nieuwe stadion.

## Evenementen
Het stadion zal voornamelijk gebruikt worden voor de thuiswedstrijden van Everton FC. Bij de inauguratie van het stadion is het team actief in de Premier League. Ook het vrouwenelftal van Everton zou enkele wedstrijden in het stadion gaan afwerken, maar in mei 2025 werd bekend dat zij van Goodison Park gebruik zouden gaan maken.
In april 2023 werd reeds bekend gemaakt dat het stadion zou dienen als een van de negen speelstadions van het EK Voetbal in 2028. Dit terwijl het grotere stadion in de stad, Anfield met 61.276 zitplaatsen, niet werd opgenomen in de lijst van stadions evenals het nog grotere Old Trafford (74.197) in Manchester.